# San José Independencia, Veracruz
San José Independencia är en ort i Mexiko.   Den ligger i kommunen Zongolica och delstaten Veracruz, i den sydöstra delen av landet, 240 km öster om huvudstaden Mexico City. San José Independencia ligger 1 191 meter över havet och antalet invånare är 1 053.
Terrängen runt San José Independencia är varierad. Runt San José Independencia är det ganska tätbefolkat, med 116 invånare per kvadratkilometer. Närmaste större samhälle är Córdoba, 14,4 km norr om San José Independencia. I omgivningarna runt San José Independencia växer huvudsakligen savannskog.